# 노도양
노도양(盧道陽, 1909년 10월 14일~2004년 4월 3일)은 대한민국의 지리학자이다.

## 생애
일본 고마자와대 지력과(地歷科)를 졸업했으며 명지대학교 박물관장과 호서대학교 명예교수를 지냈다. 대한지리학회를 김도태, 육지수, 그리고 김종원과 함께 1945년 9월 11일 창립하였고, 가야문화연구원장을 역임하였다. 노도양(1970)은 풍수지리와 현대의 과학적 지리학을 비교하고, 양자 모두 인간과 자연환경과의 관계를 보지만 풍수지리는 어느 특수한 장소적 토지를 말할 뿐이므로 현대지리학에서 말하는 자연환경보다는 그 범위가 좁다고 하였다.

## 학력과 경력
- 일본 고마자아대학교 지력과
- 단국대학교 교수
- 서울대학교 문리과 사범대학교 교수
- 충남대학교 문리과대학교 학장
- 명지대학교 교수및 박물관장
- 호서대학교 명예교수
- 가야문화연구원장

## 저서및 논문
- 자연환경과 인류생활: 고등사회 생활과
- 지리학적 제현상(地理學的 諸現象)에 있어서의 역사적 요소(歷史的 要素), 사상계사 1953.
- 인문지리: 고등학교 사회과
- 팔역지 「가거지」 해설 ( A Study of `` Pal-Yuk-Ji `` ( Livable Places ) )
- 선천군(宣川郡) [출처: 한국민족문화대백과사전]
- 초산군(楚山郡) [출처: 한국민족문화대백과사전]

## 참고 자료
- 한국근현대인물자료, 국사편찬위원회